# Pasovary (tvrz)
Pasovary jsou zřícenina gotické tvrze na území obce Světlík v okrese Český Krumlov. Stojí v místech zaniklé vesnice Pasovary. Od roku 1958 je tvrz chráněna jako kulturní památka. V současnosti se o tvrz stará spolek z Pasovar.

## Historie
První zmínka o vsi Pasovary pochází z roku 1278, kdy patřila vladykům z Cipína a Pasovar. Dochovaná tvrz však vznikla až ve druhé polovině čtrnáctého století. Po smrti posledního příslušníka rodu, Janka Lovíka z Pasovar, přešla v roce 1437 jako odúmrť do rukou císaře Zikmunda. Od něj ji získal Matěj Višně z Větřní, v jehož rodu zůstala až do třicetileté války. V roce 1623 byla zkonfiskována Janovi Višňovi z Větřní za účast na stavovském povstání. Zkonfiskované panství koupilo město Český Krumlov. Město areál tvrze využívalo jen k hospodářským účelům a po požáru v roce 1907 ji ponechalo osudu. Konečnou ránu dostala v období po druhé světové válce, kdy byla pobourána nešetrným zacházením Československé armády.

## Stavební podoba
V první stavební fázi ve druhé polovině čtrnáctého století mělo tvrziště polygonální půdorys. Uvnitř volně stála dochovaná třípatrová věž, do které se vstupovalo portálem po padacím můstku. Součástí věže je arkýřovitý prevét. Je pravděpodobné, že již v této době stála v jihovýchodním nároží nějaká další stavba. Celé tvrziště obepínal příkop. Během pozdní gotiky došlo k rozsáhlé přestavbě, při které vznikl dochovaný palác v jihovýchodním nároží. Brzy poté byl podél vnější strany obvodové hradby na severní straně postaven další palác a původní byl rozšířen. Na jihozápadě vznikl průjezdní objekt brány. Mladší stavby již měly jen hospodářský charakter. Na západě bylo postaveno nové křídlo, a vstup byl proto přesunut zpět na východní stranu. Naposledy se ve tvrzi stavělo v roce 1887.

## Přístup
Tvrz se nachází dva kilometry severovýchodně od vesnice Světlík, ze které vede směrem ke tvrzi modře značená turistická trasa. Od rozcestí Pasovary vede ke zbytkům tvrze neznačená polní cesta. 